# 東逸子
東 逸子（あずま いつこ、1953年 - ）は、日本のイラストレーターであり、作家。
佐賀県生まれ。1976年（昭和51年）東京芸術大学美術学部卒、ヨーロッパ風の幻想的な画風で早くから評価され、挿絵、表紙絵などで活躍。自らも幻想物語を執筆し、絵を添えることもある。初期の代表作として新書館のリヒャルト・ワーグナー作品の挿絵がある。

## 代表作
- 妖精のわすれもの 偕成社、1981年。
- ローエングリーン リヒャルト・ワーグナー 高辻知義訳、新書館、1985年。
- タンホイザー  ワーグナー 高辻知義訳、新書館、1986年。
- パルステラ 東逸子画集 サンリオ、1987年。
- TWILIGHT（トワイライト）- 東逸子ワイド画集 サンリオ、1988年。
- アクエリアム 東逸子画集〈改訂版〉 サンリオ、1989年。
- パッサカリア - 東逸子画集 サンリオ、1991年。
- ピルエット 絵･文 河出書房新社、1993年。
- 翼の時間 三起商行、1995年。
- 左手のパズル 萩尾望都 文 東逸子 絵 新書館、1995年。
- APHELION（アフェリオン） NTT出版、1996年。

### 「月神」シリーズ
- 月神の統べる森で たつみや章 文 東逸子 絵 講談社、1998年。
- 地の掟 月のまなざしたつみや章 文 東逸子 絵 講談社、2000年。
- 天地のはざま たつみや章 文 東逸子 絵 講談社、2001年。
- 月冠の巫王 たつみや章 文 東逸子 絵 講談社、2001年。
- 裔を継ぐ者 たつみや章 文 東逸子 絵 講談社、2003年。

### 「イサナ」シリーズ
- イサナと不知火のきみ たつみや章 文 東逸子 絵 講談社、2006年。
- イサナ 龍宮の闘いへ たつみや章 文 東逸子 絵 講談社、2007年。